# Шент Янж-при-Радлях
Шент Янж-при-Радлях (словен. Šent Janž pri Radljah) — поселення в общині Радлє-об-Драві, Регіон Корошка, Словенія. Висота над рівнем моря: 548,3 м.